# Chiesa di San Martino (Blenio)
La chiesa parrocchiale di San Martino di Tours è un edificio religioso che si trova a Blenio in frazione Olivone, in Canton Ticino.

## Storia
Le prime citazioni di un edificio sorto in questo luogo si hanno in documenti storici risalenti al 1136. Nel 1991 tuttavia una campagna di scavi archeologici ha portato alla luce resti di un'antica abside appartenenti all'originaria costruzione e risalenti all'VIII-IX secolo, esposti nel Museo di San Martino congiuntamente ad altri ritrovamenti risalenti a secoli successivi. Nel XVII secolo l'edificio venne pesantemente rimaneggiato stravolgendone l'impostazione originaria; il coro è stato costruito nel 1654. Ulteriori rielaborazioni si registrarono nel corso del XVIII secolo. Il campanile, in stile romanico, venne eretto nel XII secolo.

## Descrizione
La chiesa si presenta con una pianta ad unica navata, coperta con volta a botte. Sui fianchi si aprono diverse cappelle laterali.
La chiesa conserva opere decorative risalenti al XVII secolo, tra cui alcuni stucchi del 1654-1655 attribuiti al dumentino Carlo Terugio.

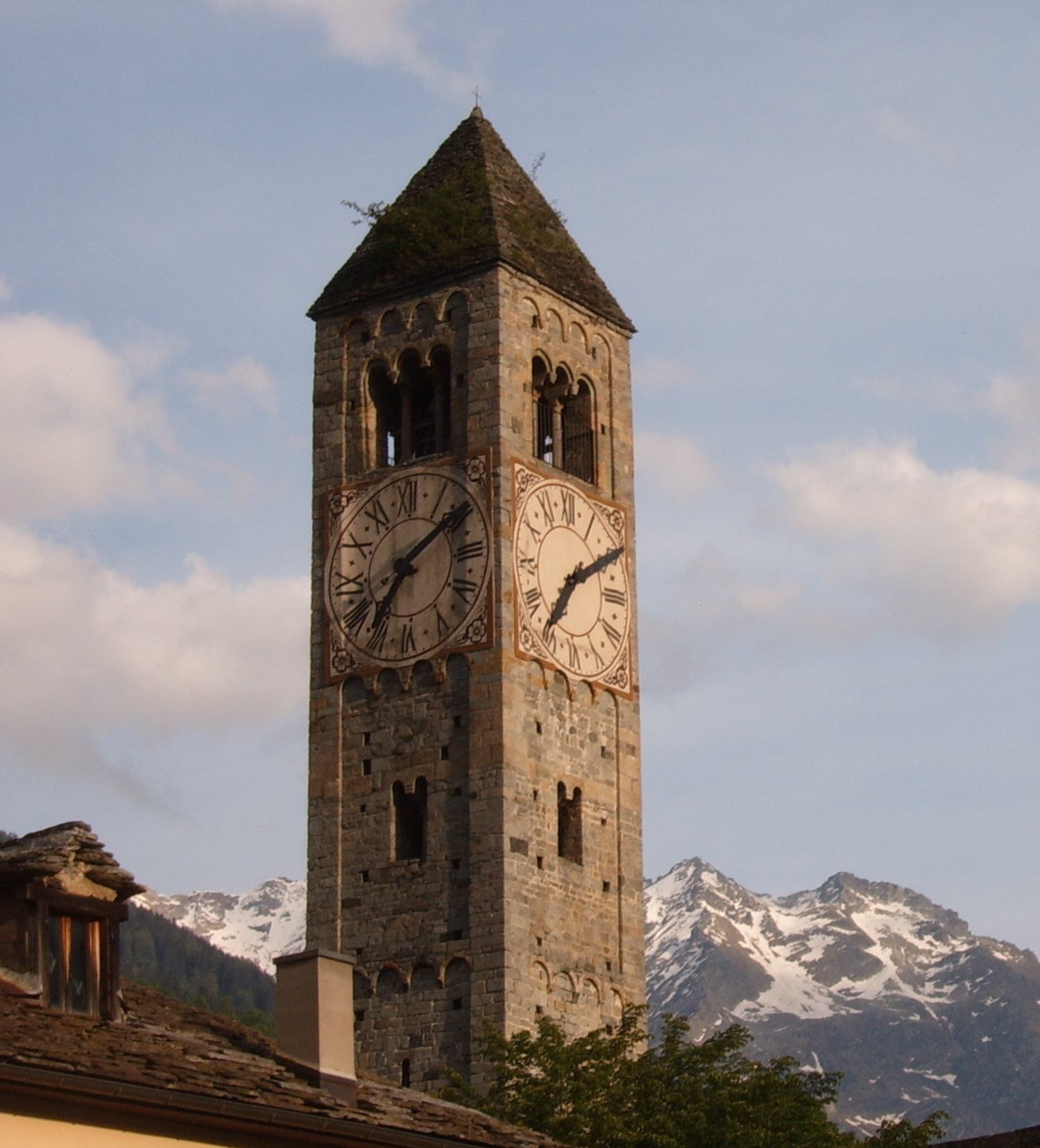
Campanile romanico della Chiesa di San Martino